# Rhipidocladum harmonicum
Rhipidocladum harmonicum är en gräsart som först beskrevs av Parodi, och fick sitt nu gällande namn av Mcclure. Rhipidocladum harmonicum ingår i släktet Rhipidocladum och familjen gräs. Inga underarter finns listade i Catalogue of Life.